# Chiara Braga
Chiara Braga (Como, 2 settembre 1979) è una politica italiana, dal 29 aprile 2008 deputata alla Camera per il Partito Democratico, rivestendo diversi incarichi parlamentari, e dal 28 marzo 2023 capogruppo del Partito Democratico - Italia Democratica e Progressista alla Camera dei deputati.

## Biografia
Nata a Como, consegue la laurea magistrale in pianificazione territoriale, urbanistica e ambientale al Politecnico di Milano nel 2003 e ha lavorato come tecnico urbanista presso il comune di Lomazzo dal 2003 al 2008.
Iscritta ai Democratici di Sinistra (DS), alle elezioni comunali in Lombardia del 2004 si candida al consiglio comunale di Bregnano, per la lista civica "Insieme per Bregnano" a sostegno del candidato sindaco Angelo Dubini, risultando eletta consigliera comunale e, successivamente, nominata vicesindaco e assessore all'urbanistica nella giunta guidata da Dubini.
Alle elezioni amministrative del 2007 si candida al consiglio provinciale di Como, nelle liste de L'Ulivo nel collegio di Bregnano a sostegno del candidato presidente del centro-sinistra Mauro Guerra, venendo eletta consigliera provinciale con il 23,17% dei voti e ricoprendo il ruolo di vice-capogruppo. Nello stesso anno aderisce alla confluenza dei DS nel Partito Democratico (PD), dove si lega politicamente a Dario Franceschini e alla sua corrente interna Areadem.

### Elezione a deputata
Alle elezioni politiche del 2008 viene candidata alla Camera dei deputati, su segnalazione dell'uscente Rosalba Benzoni dopo che ha rinunciato alla ricandidatura, tra le liste del PD nella circoscrizione Lombardia 2 in decima posizione, risultando eletta per la prima volta deputata. Nella XVI legislatura della Repubblica è stata componente della 8ª Commissione Ambiente, territorio e lavori pubblici, della Commissione parlamentare per le questioni regionali, subentrata ad Ivano Miglioli, del Comitato parlamentare per i procedimenti di accusa e della Commissione esaminatrice del concorso "Riprogettare per tutti - un patrimonio architettonico proiettato nel futuro".
Alle comunali lombarde del 2009 si candida come sindaco di Bregnano, sostenuta dalla lista Insieme per Bregnano, ottenendo il 40,47% dei voti e venendo superata dalla candidata della lista PdL-Lega Nord Evelina Arabella Grassi (47,62%). Viene comunque rieletta consigliera comunale in quanto candidato sindaco non eletto.

### Responsabile ambiente ed energia del PD
Nel dicembre 2012 partecipa alle elezioni primarie "Parlamentarie" indette dal Partito Democratico per scegliere i candidati al Parlamento alle successive elezioni politiche, risultando con 2.800 voti di preferenze la più votata nella provincia di Como davanti all'ex deputato Guerra (1.369), venendo ricandidata alla Camera, nelle liste del PD nella medesima circoscrizione in settima posizione, venendo rieletta a Montecitorio.
Il 9 dicembre 2013 viene designata da Matteo Renzi, neo-eletto segretario del Partito Democratico, per occupare il ruolo di Responsabile con delega all'ambiente ed energia nella segreteria nazionale del partito.
Il 16 settembre 2014 viene confermata come Responsabile all'ambiente ed energia, unica insieme a Filippo Taddei per l'economia, nella seconda segreteria di Renzi.

### Presidente della Commissione d'inchiesta sulle ecomafie
Nel corso della XVII legislatura è stata membro della 8ª Commissione Ambiente, territorio e lavori pubblici, dove ha fatto da relatrice del decreto Sblocca-Italia molto contestato dagli ambientalisti, del Comitato parlamentare di controllo sull'attuazione dell'accordo di Schengen, di vigilanza sull'attività di Europol, di controllo e vigilanza in materia di immigrazione, del Comitato parlamentare per i procedimenti di accusa e della Commissione parlamentare d'inchiesta sulle attività illecite connesse al ciclo dei rifiuti e su illeciti ambientali ad esse correlati, di cui il 28 novembre 2017 viene eletta presidente al posto del dimissionario Alessandro Bratti, dove sotto la sua guida ha approvato dodici delle ventisei relazioni della legislatura, tra cui quelle sul ciclo dei rifiuti di Roma Capitale, sul fenomeno degli incendi negli impianti di trattamento e smaltimento di rifiuti, sui consorzi e il mercato del riciclo, sull'applicazione e la riscossione della tassa sui rifiuti, su fenomeni illeciti nel traffico transfrontaliero di rifiuti, sulle bonifiche nei siti di interesse nazionale, sulle "navi dei veleni", sulla regione Campania.

### Capogruppo del PD in Commissione
Alle politiche del 2018 viene ricandidata alla Camera per il PD sia nel collegio uninominale Lombardia 2 - 05 (Como), sostenuta dalla coalizione di centro-sinistra, che nel collegio plurinominale Lombardia 2 - 02 in seconda posizione; nell'uninominale ottiene il 23,68% dei voti e viene superata dalla candidata del centro-destra, in quota Forza Italia, Laura Ravetto (48,19%), mentre nel plurinominale viene rieletta deputata. Nel corso della XVIII legislatura è stata componente e capogruppo per il PD nella 8ª Commissione Ambiente, territorio e lavori pubblici.
Il 16 giugno 2019 Nicola Zingaretti, segretario del PD, la nomina nella segreteria nazionale del partito, prima incaricandola della responsabilità Agenda 2030/Sostenibilità del PD e poi come coordinatrice, assieme a Nicola Oddati.
Il 18 marzo 2021 Enrico Letta, neo-segretario del PD, la nomina, assieme ad altre 15 persone, nella segreteria nazionale del partito, incaricandola della responsabilità Transizione ecologica, Sostenibilità e Infrastrutture del PD.

### Capogruppo del PD-IDP alla Camera
Alle elezioni politiche anticipate del 2022 viene ricandidata alla Camera, per la lista elettorale Partito Democratico - Italia Democratica e Progressista (PD-IDP) come capolista nel collegio plurinominale Lombardia 2 - 02, venendo rieletta deputata. Nella XIX legislatura è membro della 8ª Commissione Ambiente, territorio e lavori pubblici e ricopre il ruolo di capogruppo del gruppo parlamentare PD-IDP a Montecitorio, eletta il 28 marzo 2023 al posto di Debora Serracchiani, ed è stata segretario dell'ufficio di presidenza della Camera dal 19 ottobre 2022 fino al 24 maggio 2023.
Alle primarie del PD del 2023 sostiene la mozione di Elly Schlein, deputata ed ex vicepresidente della Regione Emilia-Romagna, facendole da Responsabile delle iniziative politiche della campagna elettorale, che risulterà vincente con il 53,75% dei voti.